# 1208
- Wikisource

| Calendário gregoriano                                                        | 1208 MCCVIII                                         |
| Ab urbe condita                                                              | 1961                                                 |
| Calendário arménio                                                           | 657 – 658                                            |
| Calendário bahá'í                                                            | -636 – -635                                          |
| Calendário budista                                                           | 1752                                                 |
| Calendário chinês                                                            | 3904 – 3905 Início a 19 de janeiro (aproximadamente) |
| Calendário copta                                                             | 924 – 925                                            |
| Calendário etíope                                                            | 1200 – 1201                                          |
| Calendários hindus - Vikram Samvat - Calendário nacional indiano - Cáli Iuga | 1263 – 1264 1129 – 1130 4308 – 4309                  |
| Calendário Holoceno                                                          | 11208                                                |
| Calendário islâmico                                                          | 604 – 605                                            |
| Calendário judaico                                                           | 4968 – 4969                                          |
| Calendário persa                                                             | 586 – 587                                            |
| Calendário rúnico                                                            | 1458                                                 |
| Calendário solar tailandês                                                   | 1751                                                 |

1208 (MCCVIII, na numeração romana) foi um ano bissexto do século XIII do Calendário Juliano, da Era de Cristo, e as suas letras dominicais foram  F e E (52 semanas), teve início a uma terça-feira e terminou a uma quarta-feira.
No território que viria a ser o reino de Portugal estava em vigor a Era de César que já contava 1246 anos.

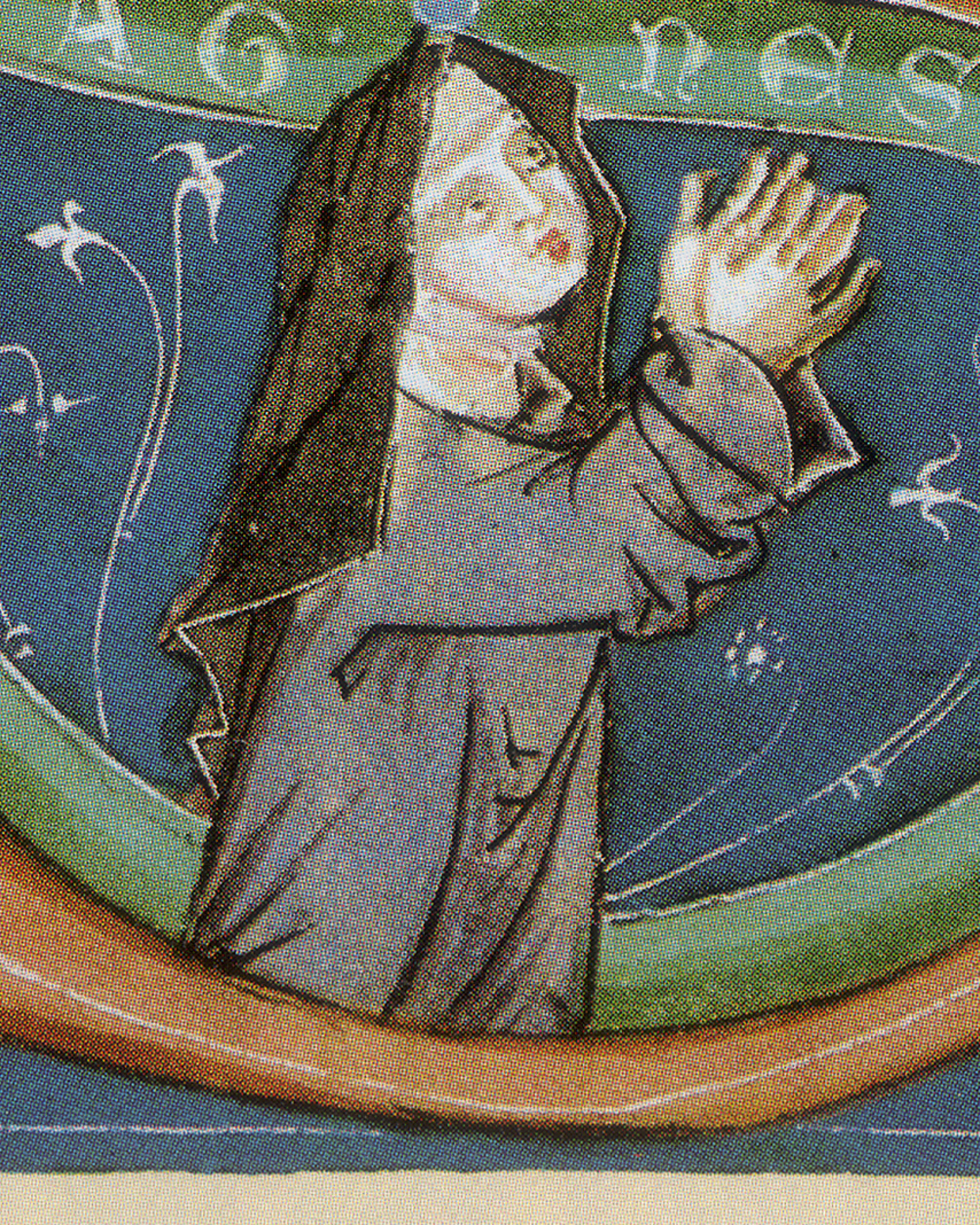
Santa Inês de Praga (1208 - 1282.

| Ano completo                          |
| ------------------------------------- |
| Ano bissexto com início à terça-feira |

## Eventos
- Casamento do infante D. Afonso, posteriormente rei D. Afonso II de Portugal com D. Urraca.

## Nascimentos
- Santa Inês de Praga - Abdicou sua herança real para se dedicar aos pobres (m.1282).
- 2 de Fevereiro - Jaime I de Aragão, rei de Aragão, conde de Barcelona, príncipe da Catalunha, m. 1276.

## Mortes
- 26 de Junho - Filipe da Suábia, duque da Suábia, n. 1176.